# Sanam Khatibi
Pour les articles homonymes, voir Khatibi.
Sanam Khatibi (née en 1979 à Téhéran, Iran) est une artiste belge qui vit et travaille à Bruxelles, en Belgique. Son travail consiste en peintures, broderies, tapisseries et sculptures. Les thèmes de son travail portent sur les instincts primaires des êtres humains et l'animalité, la relation entre les femmes et les hommes, l'équilibre des pouvoirs entre les sexes, la domination et la soumission, ainsi que la peur et le désir.

## Biographie
Sanam Khatibi a fui l'Iran avec sa famille à l'âge de huit ans pendant la guerre Iran-Irak. Elle décrit cette période effrayante : « Être bombardé et jeté de votre lit au milieu de la nuit, devoir fuir votre pays sans savoir si vous reviendrez jamais, ce sont des souvenirs qui vous resteront à vie ». Elle a vécu au Royaume-Uni et au Danemark avant de déménager à Bruxelles, où elle a grandi et étudié. Elle se souvient que son désir artistique s’était manifesté dès sa plus tendre enfance: « Je me souviens que j’avais cinq ou six ans et que j’ai réalisé mon premier vrai dessin. C’était un moment très viscéral qui m’a toujours accompagné. Je continuais à dessiner et quand j'ai commencé à peindre, je savais que c'était exactement ce que je voulais faire ».

## Présentation de son œuvre
Sanam Khatibi cite comme sources d’inspiration Frida Kahlo, Hieronymus Bosch et Henry Darger, ainsi que la mythologie persane classique et des ouvrages littéraires tels que le Livre des Rois, Kalila et Demna. Les peintures de Sanam Khatibi ressemblent souvent à des images de la Renaissance, des tapisseries du Moyen Âge avec des groupes de personnages féminins nus presque transparents sur des paysages de paysages aux couleurs pastel,.
La première impression que laisse ses toiles est bucolique. Elle est suivie d'un sentiment de malaise avec la découverte de la violence des thèmes sous-jacents. Les animaux sont morts. Les personnages sont sans visage. Ses figures féminines sont des protagonistes. Elles chassent, apprivoisent ou séduisent les bêtes sauvages,.
Son travail est présenté en France, lors de l'exposition Mademoiselle, qui s'est déroulé en 2018 au Crac d'Occitanie à Sète.
En 2019, elle présente son travail à Bruxelles sous le titre The murders of Green River, qui fait référence à un tueur en série des années 1980 qui traînait ses victimes (au nombre de 48 et uniquement des femmes) au bord de la Green River.

## Expositions personnelles
- Séduire ou crever de faim , île, Bruxelles, Belgique (2014)
- Demandez-moi bien , Trampoline, Anvers, Belgique (2015)
- Le creux des fougères , Vitrine NICC, Bruxelles, Belgique (2016)
- Le jardin décomposé , Super Dakota, Bruxelles, Belgique (2016)
- Aucune église à l'état sauvage , The Cabin LA, Californie, États-Unis (2017)
- Avec tendresse et désir , série de panneaux-réclame n ° 6: l'art dans l'espace public, Artlead, Gand, Belgique (2017)
- Des rivières dans ta bouche , Rodolphe Janssen, Bruxelles, Belgique (2017)
- Vison sauvage , salon Artlead, Bruxelles, Belgique (2018)
- The murders of Green River, Rodolphe Janssen, Bruxelles, Belgique (2018)